# Dólar (Espanha)
Dólar é um município da Espanha na província de Granada, comunidade autónoma da Andaluzia, de área 85,21 km² com população de 582 habitantes (2007) e densidade populacional de 7,42 hab/km².

## Demografia
| Variação demográfica do município entre 1991 e 2004 | Variação demográfica do município entre 1991 e 2004 | Variação demográfica do município entre 1991 e 2004 | Variação demográfica do município entre 1991 e 2004 |
| --------------------------------------------------- | --------------------------------------------------- | --------------------------------------------------- | --------------------------------------------------- |
| 1991                                                | 1996                                                | 2001                                                | 2004                                                |
| 731                                                 | 645                                                 | 611                                                 | 586                                                 |